# موتور محمد نارويي ميرزا خان
موتور محمد نارويي ميرزا خان (بالإنجليزية: Mowtowr-e Mohammad Naruyi Mirza Khan)‏ هي منطقة سكنية تقع في سيستان وبلوتشستان في إيران.